# ジェラルディン・ハビエル
ジェラルディン・ハビエル（Geraldine Javier 、1970年 - ）は、フィリピンの画家。女性。マニラ首都圏マカティ出身。

## 人物
フィリピン大学看護学科卒業後、再び同大学の芸術学科に再入学した経歴を持つ。大学ではロベルト・シュベの元に師事した。1997年に大学を卒業し、その翌年には初の個展を開催している。2003年にはフィリピン文化センター芸術家賞を受賞している。